# Registrazione multitraccia

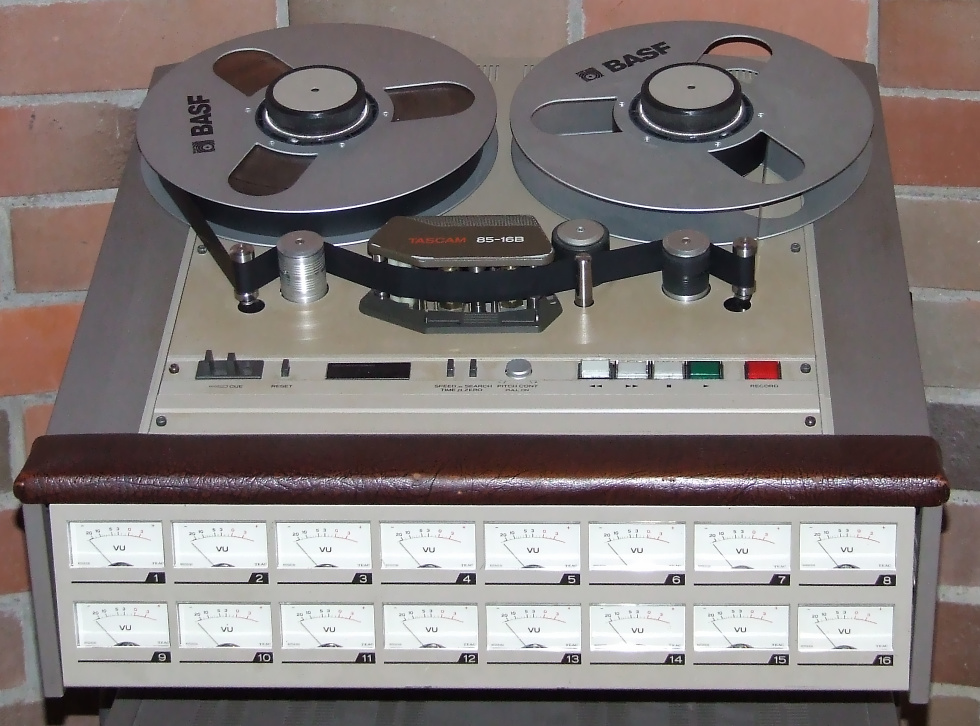
Il registratore analogico su nastro TASCAM 85 16B, in grado di registrare 16 tracce audio su nastro di un pollice (2.54 cm) della BASF.

La registrazione multitraccia o multipista o il multitracciamento (multitracking, in inglese) è un metodo di registrazione sonora che permette l'acquisizione di una moltitudine di tracce separate, contemporaneamente, e quindi la registrazione simultanea di diverse e differenti sorgenti sonore (voci, strumenti musicali, suoni ambientali, ecc.), per poi mixare alcuni suoni e sovraincidere altre tracce (o piste), con tecniche varie. 
Il metodo è stato utilizzato a partire dagli anni quaranta, usando inizialmente i registratori analogici a 3 o 4 piste, ma da quando fu disponibile in larga misura, è diventato il metodo più comune per la registrazione della musica pop degli anni 1960, e poi fino ad oggi. Le piste, diventarono 8, poi 16 e anche 24, con nastri alti 2 pollici.
Dagli anni 2000 circa, vengono largamente usati anche i registratori digitali multitraccia, costituiti da PC e da software, come editor audio nella produzione musicale. Il numero di tracce disponibili oggi, non è più argomento di discussioni.

## Processo

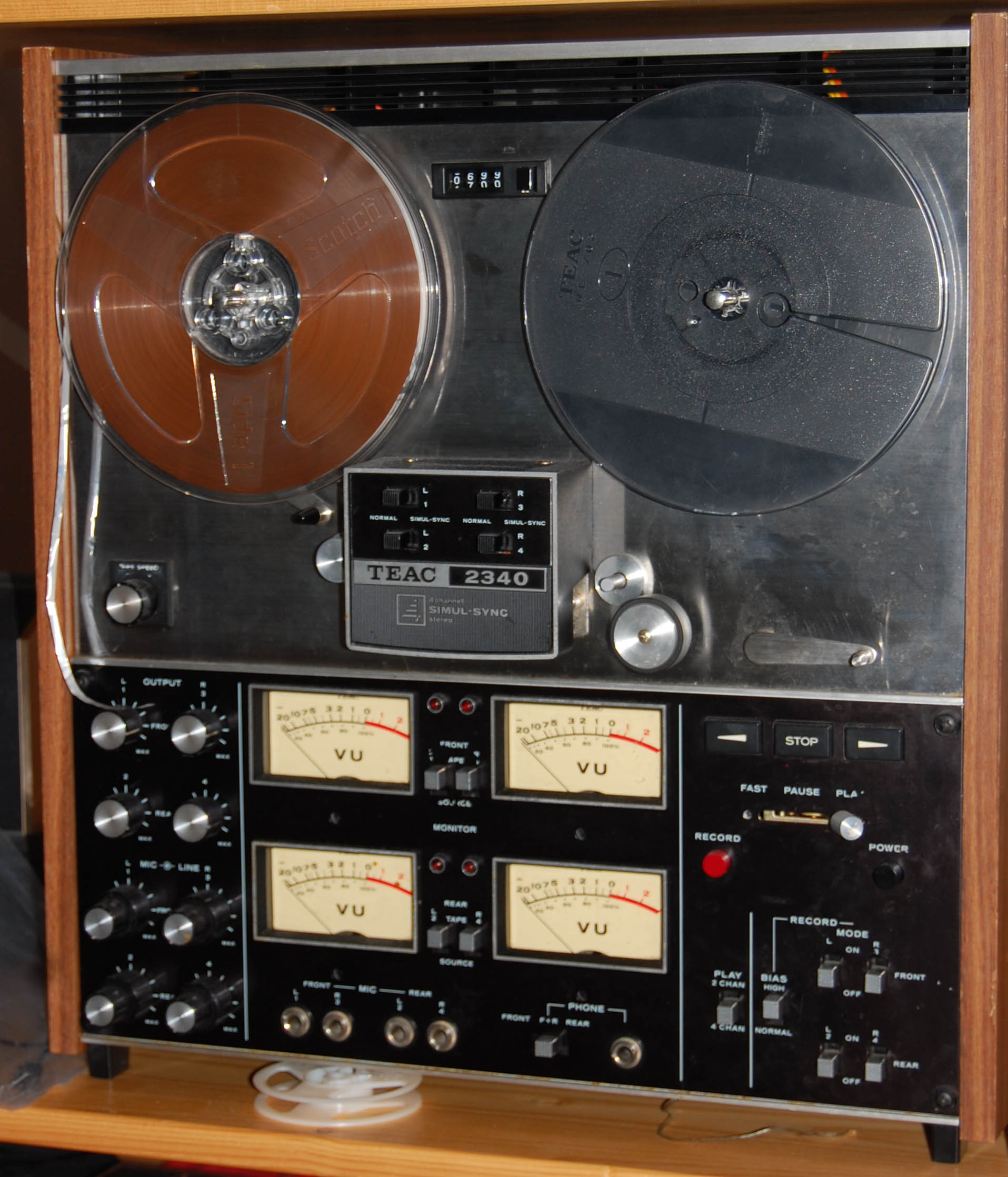
Il TEAC 2340, uno dei primi (1973) registratori multitraccia "casalingo", registrava quattro tracce su nastro da ¼".

Il multitracking si può ottenere con apparati analogici basati su nastro (da quello basato su semplici cassette a 4 o 8 tracce fino a quello con bobine di nastro di 2 pollici a 24 tracce), con apparati digitali che utilizzano cassette su cui si registrano informazioni digitali (come le macchine a otto tracce ADAT) o con sistemi basati su hard disk, che spesso usano un computer e un software per la registrazione audio multitraccia.
A seconda degli strumenti utilizzati, varia il numero di tracce disponibili simultaneamente per la registrazione.
Nel caso di sistemi con nastro magnetico le tracce sono limitate, tra gli altri fattori, dalla larghezza fisica del nastro impiegato. Alcuni dei più grandi studi di registrazione analogica professionale usavano un computer per sincronizzare più macchine a 24 tracce, portando il numero di tracce disponibili ad alcune centinaia: per esempio, il gruppo rock Toto registrò il suo quarto album su tre macchine a 24 tracce sincronizzate tramite computer.
Nei sistemi basati su computer si va invece verso la disponibilità di un numero illimitato di tracce per la registrazione/il playback, anche se fattori come la memoria e la potenza di calcolo disponibile limitano di fatto questo numero a seconda dell'hardware impiegato. In più, su questi sistemi il numero di tracce simultaneamente disponibili per la registrazione è limitato dagli ingressi discreti analogici o digitali sulla scheda audio.
Durante la registrazione, l'ingegnere del suono può scegliere quale traccia (o quali tracce) sul dispositivo verranno usate per ogni strumento, voce o altra fonte sonora.
In un qualsiasi punto dato del nastro, ogni traccia del dispositivo di registrazione può essere in registrazione o in playback, in modo da dare la possibilità all'artista di registrare per esempio la traccia numero 2 e, simultaneamente, ascoltare la traccia numero 1, permettendogli di cantare o suonare un accompagnamento alla performance già registrata sulla prima traccia. Successivamente potrà essere registrata la traccia numero 3 mentre si ascolta la traccia numero 2. Tutte le tracce possono poi essere riprodotte in perfetta sincronia, come se fossero state suonate e registrate assieme.
Questo processo si può ripetere fino a che tutte le tracce disponibili sono state usate o, come succede in alcuni casi, riusate. In un qualsiasi punto del processo di registrazione, infatti, qualsiasi numero di tracce esistenti può essere "sotto-mixato" in una o due tracce, consentendo così di cancellare poi le tracce originali, per fare spazio ad altre tracce da registrare. Il produttore discografico dei Beatles, George Martin, utilizzò questa tecnica estensivamente per ottenere tracce multiple, essendo limitato all'uso di una macchina a 4 tracce, finché una macchina a otto tracce non divenne disponibile durante la registrazione del White Album. Anche l'album Pet Sounds dei Beach Boys fece un uso innovativo del multitracking con le macchine a otto tracce dell'epoca (1965-1966) .
La registrazione multitraccia permette ad ogni artista di registrare diverse "prove" di ogni data sezione della propria performance, permettendogli di raffinarla virtualmente alla perfezione. Un ingegnere alla registrazione può registrare solo la sezione su cui si sta lavorando, senza cancellare una qualsiasi altra sezione della stessa traccia. Questo processo di accensione e spegnimento del meccanismo di registrazione viene chiamato "punching in" e "punching out".
Quando la registrazione è completa, le molte tracce vengono unite attraverso un mixer in un formato che può essere duplicato e distribuito. La maggior parte delle registrazioni - CD e cassette - disponibili commercialmente in un negozio sono registrazioni originariamente registrate su tracce multiple e poi mixate in stereofonia, ma le colonne sonore di film e DVD possono essere mixate a 4 o più tracce, in base alla necessità (la modalità più comune è in cinque tracce, con una traccia addizionale per il subwoofer, da cui deriva il surround "5.1" che è comunemente disponibile nei DVD).
In alcuni rari casi, come ad esempio quando una vecchia canzone viene tecnicamente "aggiornata", i mix stereo (o mono) possono essere riversati inizialmente su una o due tracce del registratore come se fossero dei "sotto-mix", permettendo l'aggiunta di effetti sonori addizionali nelle tracce rimanenti.

## Flessibilità
Durante la registrazione multitraccia, più strumenti musicali (e voci) possono essere registrati, sia uno alla volta che simultaneamente, su tracce singole, in modo che i suoni ivi registrati possano essere letti, processati e manipolati individualmente per produrre gli effetti desiderati. Per esempio, dopo aver registrato alcune parti di una canzone, un artista potrebbe ascoltare solo la parte della chitarra, mettendo in 'mute' tutte le altre tracce eccetto quella della chitarra. Se invece si volesse ascoltare soltanto le parti vocali isolate è sufficiente mettere in 'mute' tutte le tracce tranne quelle vocali, se si volesse invece ascoltare l'intera canzone si possono riprodurre tutte le tracce assieme. Se non piace la registrazione di uno strumento, o si trova un errore e si volesse rimediare, si può ri-registrare soltanto la traccia relativa a quello strumento, piuttosto che ri-registrare l'intera canzone. Questa libertà di modifica è uno dei più importanti vantaggi del multitracking.
Se tutte le voci e gli strumenti in una registrazione sono registrati individualmente su tracce distinte, allora l'artista è in grado di avere il controllo completo sulla struttura finale della canzone durante il missaggio finale (la ri-registrazione su due tracce stereo per il consumo di massa).
Per esempio, se un artista volesse applicare un effetto ad una parte di sintetizzatore, un altro a una di chitarra, un 'chorus con riverbero' alla voce principale, e diversi effetti su tutte le percussioni e la batteria, questo non sarebbe possibile se fossero stati tutti registrati sulla stessa traccia. Tuttavia se fossero stati registrati su tracce separate l'artista potrebbe mescolare e alterare tutti i suoni in completa libertà.
La registrazione multitraccia permette ad un singolo musicista di registrare più parti, permettendo a duetti (come i Ween o i Tenacious D) e a terzetti (come i Cream o i Nirvana) di produrre più parti musicali, a gruppi più grandi di raddoppiare le parti o aggiungere altri strumenti, e anche un solista potrebbe creare un insieme suonando più parti. Stevie Wonder, Emitt Rhodes, Skip Spence, Paul McCartney, Todd Rundgren, Trent Reznor, Lenny Kravitz, Elliott Smith, R. Stevie Moore, Enya, Dave Grohl, Delbert McClinton, Michael Sembello, Ben Folds, Kurt Ralske e Prince sono gli artisti che producono gli album in questa maniera, come fossero una "band". Anche un musicista che non suona nessun strumento può creare una registrazione di successo, come l'artista "a cappella" Bobby McFerrin, che ha interpretato tutte le parti nelle sue registrazioni (dal 1980 al 2000) vocalmente.
La registrazione multitraccia di una canzone lascia anche aperta la possibilità di effettuare dei remix da parte dello stesso artista o di quelli futuri, come i disc jockey. Se la canzone non fosse disponibile in formato multitraccia, il lavoro dell'artista che remixa potrebbe essere molto difficile, o impossibile, perché una volta che le tracce sono state mixate assieme durante la fase di missaggio stereo, sono inseparabili. Teoricamente si potrebbero usare dei filtri selettivi in frequenza per questo, ma in realtà non si riesce a fare con un buon grado di qualità, a causa della natura multi-armonica (con molte frequenze) di molti strumenti musicali e voci.

## Storia
Il processo è stato concepito e sviluppato dal chitarrista Les Paul negli anni '40 con l'assistenza finanziaria e ispirazionale di Bing Crosby e della Ampex Corporation, risultando nella prima macchina a 8 tracce che usava nastro magnetico di 1 pollice. Durante gli anni '50 molte registrazioni popolari, come quelle di Les Paul and Mary Ford e di Patti Page, usarono questa tecnologia per migliorare le voci e i suoni degli strumenti. Da questi inizi pionieristici, si è evoluto nei decenni successivi fino a diventare la principale tecnica di registrazione.

## Registrazione multitraccia con il computer
Negli anni 2000 alcuni artisti hanno registrato i propri album usando soltanto un personal computer come macchina di registrazione, alcuni esempi sono Mylo, Gotye e Daniel Bedingfield. Per usare un computer come dispositivo di registrazione è necessario che vi sia installata una scheda audio e un software per la registrazione in multitraccia (software che è disponibile anche a basso costo se non gratuitamente, nel caso di software libero o open source). Inoltre è necessario un microfono di buona qualità per registrare la voce di un cantante e/o una qualsiasi altra fonte sonora.
Questo è tutto ciò che serve per preparare uno studio di registrazione multitraccia a casa propria in grado di produrre registrazioni di buona qualità. La scheda audio standard di un PC può essere usata per acquisire suoni semplicemente attaccando un microfono al relativo ingresso o attaccando la strumentazione elettronica, come un sintetizzatore o un amplificatore per chitarra, all'ingresso stereo (è chiaro che migliore è la qualità della scheda audio e della strumentazione e migliore sarà la qualità della registrazione). I computer con software e hardware appropriato sono in grado di registrare più tracce contemporaneamente.
Gli strumenti e la voce dei cantanti sono registrati su file singoli nel disco rigido del computer, i quali funzionano come le tracce nella registrazione multitraccia tradizionale. Effetti come il riverbero, il chorus o il delay possono essere applicati dallo stesso software. Quando i musicisti sono soddisfatti del risultato, le tracce multiple vengono missate in due tracce pulite, sempre con il software per il multitracking, infine la registrazione finale si può masterizzare su un CD, che può poi essere copiato e distribuito.

## Ordine di registrazione
Nella maggior parte delle canzoni pop, la batteria e gli strumenti a percussione sono i primi ad essere registrati. Ci sono diverse ragioni per questo; la batteria di solito è lo strumento che tiene il tempo: è molto più facile tenere il tempo della batteria per gli artisti che registrano le altre tracce, anche per il preciso attacco dei suoni dei tamburi. Un batterista troverebbe molto difficile suonare assieme a tracce pre-registrate senza le percussioni, a causa delle eventuali variazioni del tempo dei musicisti. In più per tenere il ritmo prestabilito accuratamente un batterista avrebbe bisogno che il suono degli altri strumenti fosse a volume elevato, per competere con il suono della propria batteria; a parte il fatto che i microfoni della stessa potrebbero raccogliere il suono degli altri strumenti dalla cuffia del batterista, quest'ultimo sarebbe comunque sottoposto a un'esposizione prolungata ad alti volumi, danneggiando il proprio udito. Inoltre si possono registrare pochi secondi di batteria per poi ripeterli. A volte vengono usate tracce composte da "click" quando il batterista non è disponibile per le prime registrazioni o per quando il mix finale va sincronizzato con immagini o filmati.
Anche se i suoni della batteria possono essere registrati su due sole tracce, solitamente ogni singolo tamburo e percussione viene registrato su una traccia individuale. La batteria e le percussioni assieme di solito occupano il più grosso numero di tracce usate per una registrazione; tutto questo per poter processare ogni singola percussione singolarmente per ottenere il migliore effetto. Un effetto usato comunemente per le percussioni è il lento spostamento del loro suono dal canale stereofonico di sinistra a quello di destra durante la canzone. L'equalizzazione viene spesso utilizzata sui singoli tamburi, per estrarre da ciascuno il miglior suono possibile e caratterizzante.
Le ultime tracce ad essere registrate sono solitamente le voci, anche se una traccia vocale temporanea potrebbe essere registrata prima come riferimento o per guidare gli altri musicisti, viene chiamata "Ghost Vocal" ("voce fantasma") o "Scratch Vocal" ("voce improvvisata"). Una ragione di ciò è che spesso i cantanti accordano la propria voce con l'accompagnamento, e viceversa.

## Musica da concerto
Per le registrazioni di musica classica o jazz (particolarmente strumentali) ove il multitraccia venga scelto come metodo di registrazione (opposto a quello direttamente in stereo, per esempio), viene utilizzato un diverso espediente: tutte le tracce vengono registrate simultaneamente. Spesso vengono frapposte tra i diversi gruppi dell'orchestra delle barriere sonore, ad esempio tra i pianisti, i violinisti e i percussionisti. Quando vengono usate queste barriere, i diversi gruppi si ascoltano tra di loro tramite auricolari.